# Louis Nanchoff
Louis Nanchoff (Resen, Yugoslavia; 13 de mayo de 1956) es un exfutbolista de Estados Unidos y Yugoslavia. Es hermano del también futbolista George Nanchoff.
Fue el propetario del ya desaparecido equipo Cleveland Internationals. En 1996, el condado de Summit los incorporó a su Salón de la Fama del Deporte.

## Trayectoria
En 1978, la franquicia de expansión Colorado Caribous de la North American Soccer League lo seleccionó en el NASL College Draft. Pasó esa campaña con los Caribous, luego se trasladó a Atlanta y el equipo fue conocido como Atlanta Chiefs, entre las temporadas 1978 y 1979.
En 1980, firmó con el Philadelphia Fever de la Major Indoor Soccer League. Firmó con el Cleveland Force para la temporada 1982-83.
El 16 de agosto de 1985, firmó como agente libre con los Dallas Sidekicks. En su única temporada con los Sidekicks, anotó 38 goles en 45 partidos de temporada regular y playoffs.
En julio de 1986, Dallas vendió su contrato a los St. Louis Steamers. Comenzó la temporada en St. Louis, pero la terminó con los Kansas City Comets.

## Selección nacional
Su primer partido internacional fue en la derrota del 11 de febrero de 1979 ante la Unión Soviética. El 26 de octubre de 1979, anotó su único gol en la selección en la victoria por 2-0 sobre Hungría en Budapest.

### Participaciones en clasificatorias
| Clasif.              | Sede   | Resultado | Part. | Goles |
| -------------------- | ------ | --------- | ----- | ----- |
| Clasif. Mundial 1982 | Varias | Eliminado | 3     | 0     |

## Clubes
| Club               | País           | Año       |
| ------------------ | -------------- | --------- |
| Colorado Caribous  | Estados Unidos | 1978      |
| Atlanta Chiefs     | Estados Unidos | 1979-1980 |
| Philadelphia Fever | Estados Unidos | 1980-1982 |
| Cleveland Force    | Estados Unidos | 1982-1985 |
| Dallas Sidekicks   | Estados Unidos | 1985-1986 |
| St. Louis Steamers | Estados Unidos | 1986-1987 |
| Kansas City Comets | Estados Unidos | 1987      |